# Sergio Zanetti
Sergio Zanetti (ur. 22 listopada 1967 w Avellanedzie) – argentyński piłkarz, grający na pozycji obrońcy, starszy brat popularniejszego, legendy Interu Mediolan i reprezentacji Argentyny - Javiera Zanettiego.
Sergio rozpoczynał swoją karierę w 1985 roku w zespole Talleres Remedios de Escalada. Grał tam przez 3 lata i udało mu się rozegrać 33 spotkania, przy czym nie strzelił żadnej bramki. W 1988 Sergio Zanetti został zawodnikiem drużyny Social Español Buenos Aires, grał tam do 1995 i zagrał 261 razy strzelając 8 bramek. Później Sergio zdecydował się przejść do Racing Club de Avellaneda, gdzie do 2001 zagrał 154 mecze i zdobył trzy gole. W latach 2001–2002 Sergio Zanetti był zawodnikiem klubu US Cremonese, ale nie zagrał tam ani jednego spotkania. Pod koniec kariery Zanetti grał jeszcze w Verbanii, AC Bellinzona i FC Luzerna, gdzie w 2006 zakończył karierę.